# Чавла, Бхумика
Бхумика Чавла (хинди भूमिका चावला; род. 21 августа 1978, Нью-Дели) — индийская актриса

 и бывшая модель, известная своими работами преимущественно в фильмах на языках телугу, хинди и тамильском языке.

## Биография
Родилась 21 августа 1978 года в Нью-Дели, Индия в пенджабской семье. Её отец — отставной армейский офицер. У Бхумики есть старший брат и сестра.
Переехала в Мумбаи в 1997 году и начала свою карьеру с рекламных фильмов и музыкальных видеоальбомов на хинди. Она появилась в сериалах Zee TV Hip Hip Hurray и Star Best Sellers — Fursat Mein. Дебютировала в кино в фильме на телугу Yuvakudu (2000). Её второй релиз, фильм Kushi (2001), в котором она снялась вместе с Паваном Кальяном, имел кассовый успех, принёс ей премию Filmfare за лучшую женскую роль на языке телугу, после чего она снялась в нескольких фильмах на телугу, в том числе в «Единственный» (2003).
Сыграла главную роль в фильме Badri (2001) с актёром Виджаем, за которым последовал её второй тамильский фильм Roja Kootam (2002). Её игра в картине Missamma (2003) в роли бизнес-леди, больной раком, вызвала аплодисменты в кинозале. За неё она была номинирована на Filmfare Award за лучшую женскую роль (на языке телугу) и получила премию «Нанди» за лучшую женскую роль.
После ряда коммерчески успешных фильмов в Тамилнаду Чавла снялась в своём первом болливудском фильме «Всё отдаю тебе» (2003) вместе с Салманом Ханом. Фильм стал одним из самых кассовых за год. Фильм вызвал одобрение критиков и её игра в фильме принесла ей много положительных отзывов, а также несколько номинаций за лучший дебют на различных церемониях награждения. Номинирована на свою первую премию Filmfare за лучшую женскую роль и получила приз за лучший дебют на церемонии Zee Cine Awards.
Впоследствии она снялась в ряде фильмов на языке хинди, включая «Случайное знакомство» (2004), ремейке одноимённого тамильского фильма, «Сердце, не перестающее биться» (2004), снова с Салманом Ханом, «Искусство любить» (2005) и «Как сердце подскажет».
В 2004 году вернулась в съёмках фильмов телугу, снявшись в картине Naa Autograph (2004) (ремейк тамильского фильма «Автограф») и Jai Chiranjeeva» вместе с Чирандживи и Самирой Редди. Игра Чавлы в первом фильме принесла ей похвалу и награду жюри CineMAA за лучшую женскую роль, а последний стал суперхитом.
В 2021 году Чавлу можно было увидеть в спортивном боевике Seetimaarr режиссёра Сампатха Нанди. В актёрский состав также вошли Гопичанд, Таманна и Дигангана Сурьяванши.
Чавла вышла замуж за своего давнего друга и учителя йоги Бхарата Тхакура 21 октября 2007 года. Она регулярно ходила на курсы Тхакура и, как говорят, встречалась с ним четыре года, прежде чем выйти за него замуж. У пары есть сын, родившийся в феврале 2014 года.